# Тверська Людмила Володимирівна
Людмила Володимирівна Тверська (28 лютого 1940, Ростов-на-Дону — 20 січня 2020, Дніпро) — український мистецтвознавець (теорія і художня практика сучасного мистецтва), заступник директора Дніпропетровського художнього музею з наукової роботи, заслужений працівник культури України. Член Спілки радянських художників України з 1977 року.
Закінчила Ленінградський художній інститут живопису, скульптури і архітектури імені І. Ю. Рєпіна у 1963 році.

## Публикації
- В. Кузьменко. Монокаталог. — Краснодар, 1973;
- Андрей Потапенко. Каталог. — Днепропетровск, 1974;
- Художники Днепропетровска. Каталог. — Днепропетровск, 1976;
- Валентина Щедрова. Каталог. — Днепропетровск, 1980;
- Николай Боровский. Каталог. — Днепропетровск, 1980;
- М. И. Родзин. (1924—1978). Монокаталог. — Днепропетровск, 1983;
- Федор Ланко. Каталог. — Днепропетровск, 1984;
- Вячеслав Фектистов. Каталог. — Днепропетровск, 1988;
- Владимир Небоженко. Монокаталог. — Днепропетровск, 1991;
- Игорь Ермолов. Каталог. — Киев, 1995.

Буклети
- Памятник Н. А. Семашко в г. Днепропетровске. — Днепропетровск, 1979;
- Памятник Г. И. Петровскому в г. Днепропетровске. — Днепропетровск, 1983;
- Ермолов Игорь Алексеевич. — Днепропетровск, 1989;
- Александр Ткаченко. — Днепропетровск, 1989;
- Феодосий Гуменюк. — Днепропетровск, 1990;
- Феликс Берчанский. — Днепропетровск, 1997;
- Петриковская роспись. Комплект открыток. — ОАО «Днепрокнига», 1992;
- Wonders from Petrikovka II Passport to the New World. — Киев, 1994.

Редагування
- Петриківський декоративний розпис = Петриковская декоративная роспись. Каталог приватної колекції Наталії Тігіпко / упорядник Людмила Тверська; фотограф Віктор Маханьков. — Київ, АДЕФ-Україна, 2012. — 283 с. — ISBN 978-966-187-192-1.